# Saldus
Saldus ( výslovnost) je město v Lotyšsku a správní centrum stejnojmenného kraje. V roce 2010 zde žilo 12 306 obyvatel.
První písemná zmínka pochází z roku 1253. Ve čtrnáctém století zde Livonský řád vybudoval tvrz Frauenburg. Za severní války na ní sídlil král Karel XII., poté místo zpustlo. Moderní sídlo Saldus bylo založeno v roce 1856 a městská práva získalo v roce 1917. Město je známé díky výtvarné a hudební škole. Od roku 1987 se zde koná rockový festival Saldus saule. V Saldusu má muzeum a pomník malíř Janis Rozentāls, narozený na nedalekém statku Bebri. Nachází se zde také luteránský kostel sv. Jana Evangelisty, vysvěcený roku 1900, poničený za druhé světové války a opravený roku 1982.
Saldus leží v údolí, básník Māris Čaklais ho proto nazval „kapka medu v míse Kuronska“. Městem protéká řeka Ciecere, nedaleko leží jezero Saldus ezers.